# Bob Rensberger
Robert Lamar Rensberger, detto Bob (Nappanee, 7 marzo 1921 – Bremen, 6 settembre 2007), è stato un cestista e allenatore di pallacanestro statunitense, professionista nella NBL e nella BAA.